# Partido Feminista Las Mujeres
El Partido Feminista Las Mujeres (alemán: Feministische Partei DIE FRAUEN) es un partido político alemán de ideología feminista, existente desde 1995.

## Historia
El partido fue fundado en una reunión en Kassel, el 10 de junio de 1995.
Desde su creación, nunca ha logrado introducir sus propios representantes en el Bundestag o en el Parlamento Europeo. En las elecciones al Bundestag de 1998 y 2002, ganó un 0,1% de los votos, mientras que en 2005, solo obtuvo el 0,06% de los votos. En las elecciones al Parlamento Europeo de 2004, ganó un 0,6% de los votos, superando el umbral requerido para convertirse en partido reconocido y recibir financiamiento del estado. Ostentó esta condición hasta 2008.
Entre 2001 y 2011, tuvo un escaño en el consejo de la ciudad de Darmstadt.

## Programa
La ideología del partido se refiere al concepto de "democracia feminista", basada en tres principios:
- Participación de las mujeres en el poder.
- La justicia en las relaciones entre los sexos: la prohibición de la discriminación, la igualdad de oportunidades, la independencia económica de las mujeres respecto a los hombres.
- El deseo de construir una sociedad sin la explotación de mujeres.

## Resultados electorales

### Elecciones estatales
- Berlín: 2006 0,3 %
- Bremen: 2003 0,3 %; 2007 0,5 %[2]
- Hamburg: 2004 0,2 %
- Hesse: 1999 0,2 %; 2003 0,3 %
- Niedersachsen: 1998 0,2 %
- Nordrhein-Westfalen: 2000 0,0 %
- Schleswig-Holstein: 2000 0,3 %
- Thüringen: 1999 0,5 %

### Elecciones federales
- 1998 0,1 %
- 2002 0,1 %
- 2005 0,06 %
- 2013 0,0 %[3]

### Elecciones europeas
- 1999 0,4 %
- 2004 0,6 %
- 2009 0,3 %[4]
- 2019: 0,1 %[5]